# Wensley (Yorkshire du Nord)
Pour les articles homonymes, voir Wensley.
Wensley est un village et une paroisse civile du Yorkshire du Nord, en Angleterre. Il donne son nom au Wensleydale, l'une des vallées des Yorkshire Dales.

## Toponymie
Wensley est un toponyme d'origine vieil-anglaise. Il désigne une clairière (lēah) appartenant à un homme nommé *Wændel. Dans le Domesday Book, compilé en 1086, ce nom a pour forme Wendreslaga.

## Géographie
Wensley se trouve dans le Yorkshire du Nord, un comté du Nord de l'Angleterre. Il est situé dans le Wensleydale, la vallée de la rivière Ure, juste à l'est du parc national des Yorkshire Dales. La ville la plus proche est Leyburn, à 2 km au nord-est.
Le village est traversé par la route A684 (en) qui traverse d'ouest en est le Nord de l'Angleterre. La gare de Wensley (en), ouverte en 1877 par la North Eastern Railway, ferme ses portes en 1954, mais la ligne ferroviaire qui passe au nord de Wensley est réactivée en 2003 sous la forme du Wensleydale Railway (en), un chemin de fer touristique qui dessert les gares de Redmire (à l'ouest) et Leyburn (à l'est).
Au Moyen Âge, Wensley appartient à l'honneur de Richmond et relève du wapentake de Hang West (en). De 1894 à 1974, il est rattaché au district rural de Leyburn, au sein du comté du North Riding of Yorkshire. Depuis 1974, il relève du district du Richmondshire.
Pour les élections locales, Wensley est rattaché au ward de Bolton Castle. Pour les élections à la Chambre des communes, il relève de la circonscription de Richmond (Yorks).

## Démographie
Au recensement de 2011, la paroisse civile de Wensley comptait 151 habitants.
| Année | Population |
| ----- | ---------- |
| 1801  | 1 505      |
| 1811  | 1 869      |
| 1821  | 2 182      |
| 1831  | 2 266      |
| 1841  | 1 969      |
| 1851  | 2 105      |
| 1881  | 322        |
| 1891  | 261        |
| 1901  | 210        |
| 1911  | 246        |
| 1921  | 202        |
| 1931  | 212        |
| 1951  | 207        |
| 1961  | 210        |
| 2011  | 151        |

La paroisse civile de Wensley inclut jusqu'en 1866 les localités voisines de Castle Bolton (en), Leyburn, Preston-under-Scar et Redmire.

## Culture locale et patrimoine

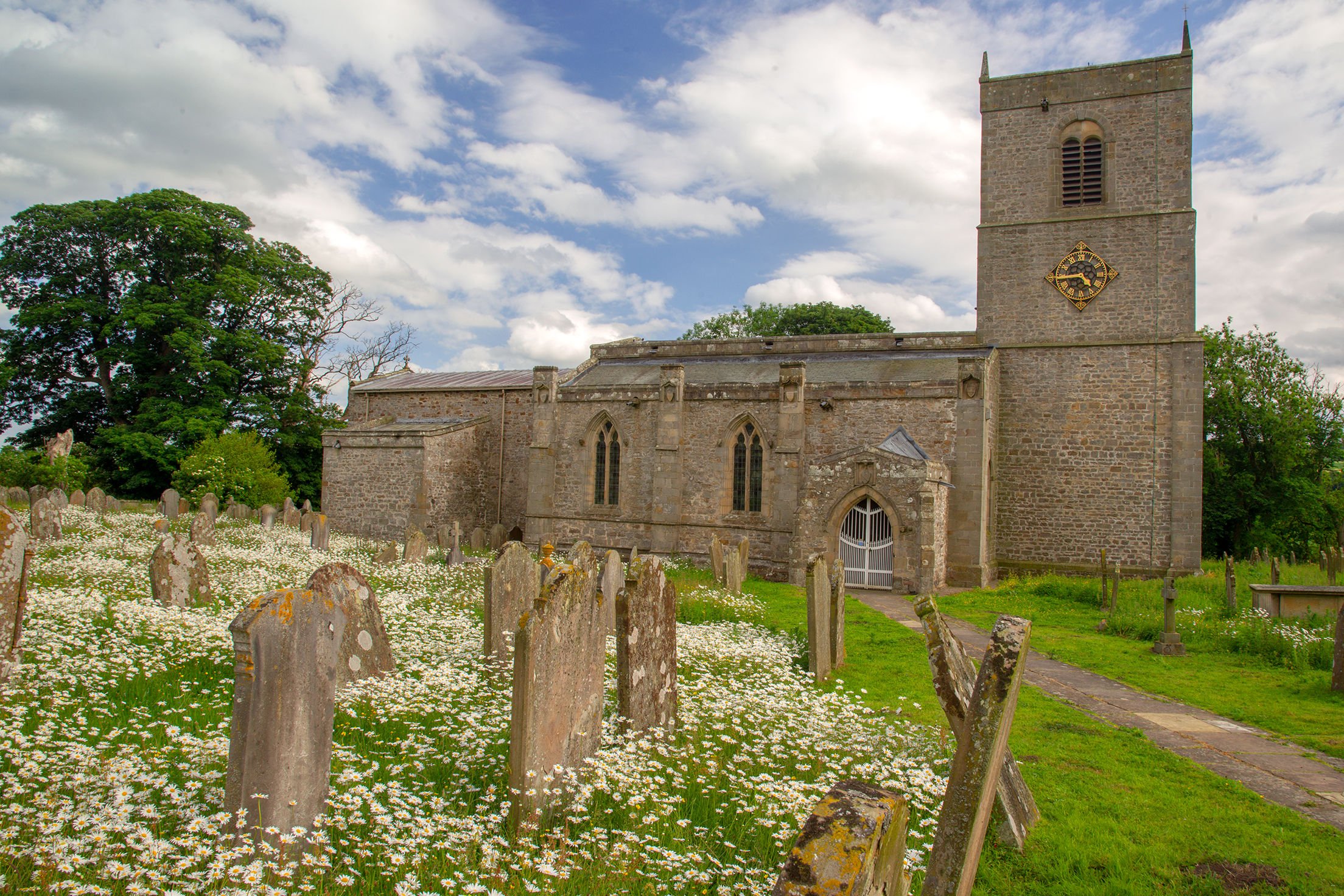
L'église de la Sainte-Trinité.

L'église paroissiale de Wensley (en) est dédiée à la Trinité. Elle remonte au XIIIe siècle, avec des ajouts au cours des deux siècles ultérieurs. Sa tour date quant à elle de 1719. Elle constitue un monument classé de grade I depuis 1967. Classée comme « redondante », elle est gérée par le Churches Conservation Trust (en).